# Consonne fricative alvéolaire sourde
Ne doit pas être confondu avec Consonne fricative latérale alvéolaire sourde.
Cette page contient des caractères spéciaux ou non latins. S’ils s’affichent mal (▯, ?, etc.), consultez la page d’aide Unicode.
La consonne fricative alvéolaire sourde est un son consonantique très fréquent dans de nombreuses langues parlées. Le symbole dans l’alphabet phonétique international est [s]. Ce symbole est celui de la lettre latine S minuscule (dans sa variante moderne).

## Caractéristiques
Voici les caractéristiques de la consonne fricative alvéolaire sourde.
- Son mode d'articulation est fricatif, ce qui signifie qu’elle est produite en contractant l'air à travers une voie étroite au point d’articulation, causant de la turbulence. C'est donc une sifflante.
- Son point d'articulation est alvéolaire, ce qui signifie qu'elle est articulée avec soit la pointe (apical) soit la lame (laminal) de la langue contre la crête alvéolaire.
- Sa phonation est sourde, ce qui signifie qu'elle est produite sans la vibration des cordes vocales.
- C'est une consonne orale, ce qui signifie que l'air ne s’échappe que par la bouche.
- C'est une consonne centrale, ce qui signifie qu’elle est produite en laissant l'air passer au-dessus du milieu de la langue, plutôt que par les côtés.
- Son mécanisme de courant d'air est égressif pulmonaire, ce qui signifie qu'elle est articulée en poussant l'air par les poumons et à travers le chenal vocatoire, plutôt que par la glotte ou la bouche.

## Consonne fricative dentale sourde
Dans certaines langues, le son communément dénoté par [s] remplace, dans des mots empruntés à d'autres langues, ce qui est en réalité une consonne fricative dentale sourde, techniquement noté [θ]. C'est notamment le cas de nombreux  francophones lorsqu'ils prononcent des mots anglais tels que think ou theather. Ce son existe aussi en basque, où il existe une différenciation entre [s] (noté s) et [s̪] (noté z).

## Autres langues
L'italien possède le [s], par exemple dans les mots sano, pasto et censimento.
Cette consonne [s] existe dans de nombreuses langues, avec la graphie suivante :
| Langue             | Lettre/Caractère |
| ------------------ | ---------------- |
| Arabe              | ﺱ                |
| Arménien           | ս                |
| Chinois (Mandarin) | 思/sī/ㄙ         |
| Coréen             | ㅅ               |
| Cyrillique         | с                |
| Géorgien           | ს                |
| Grec               | Σσς              |
| Hébreu             | שׂ et ס           |